# Claudia Cesarini
Claudia Cesarini (Roma, 4 de agosto de 1986) é uma pentatleta italiana. 

## Carreira
Cesarini representou seu país nos Jogos Olímpicos de Verão de 2016, terminando na 23ª colocação.